# Cultura da Eslováquia
Estes são alguns tópicos sobre cultura da Eslováquia:

## Gastronomia
Tal como na República Checa, uma das especialidades mais típicas da cozinha eslovaca são os bunhuelos, que também é o alimento mais econômico, os turistas têm a possibilidade de apreciar este petisco. Entre os bunhuelos mais populares estão os bryndzove halusky, feitos com queijo de ovelha frito e bacon frito. A sopa mais conhecida é a kapustnica, um rico caldo ao que agrega-se repolho, presunto defumado, salsichas, cogumelos e maçãs. Um tira gosto muito habitual é o sunkova rolka cherenovou, que consta de uma fatia de presunto com creme temperada, com diversas ervas. As sobremesas mais típicas são os crepes (palacinky), especialmente os de chocolate.

## Música
Compositores importantes: Alexander Moyzes, Ján Cikker (1911–1989), Eugen Suchoň (1908–1993), Ivan Hrušovský (1927–2001), Peter Machajdik (nasceu em 1961)

### Bebidas
Com a divisão do país, Eslováquia conservou os dois terços dos vinhedos da antiga república. O vinho eslovaco é de boa qualidade e muito barato. Existem também excelentes vinhos espumosos.